# 下り酒
下り酒（くだりざけ）とは、江戸時代に上方で生産され、江戸へ運ばれ消費された酒のこと。上方で生産され、大消費地江戸へ輸送され消費されるものを総じて下りものというが、下り酒も下りものの典型的な商品であった。上方、とくに摂泉十二郷（せっせんじゅうにごう）で造られる酒は味も品質も良く、江戸でも評判であったからである。上級酒である諸白はさらに好まれ、下り諸白（くだりもろはく）といって高値で取引された。将軍の御膳酒に指定された伊丹酒の『剣菱』も下り酒の一つである。

## 輸送
輸送手段は船による海上輸送で、はじめは菱垣廻船で木綿や醤油などと一緒に送られていた。酒を含め、菱垣廻船を利用する問屋は難破や抜荷などに悩まされており、その対策として元禄7年（1694年）に江戸十組問屋という寄合いが発足し、菱垣廻船を支配下においた。
だが、酒は品質劣化が早いという問題や、酒だけは海難時の負担が造り酒屋側となるという危険負担の違いがあり、享保15年（1730年）には酒問屋が江戸十組問屋を脱退し、専用の樽廻船によって輸送されるようになった。
廻船の運航は、大坂から江戸まで元禄年間ごろまでは平均30日を要した。昼は陸から離れすぎないように走り、夜が近づくと最寄の港に入れ、風雨の日は港で待機し、天候がよくなってから再び出港するといった按配であったので、所要日数は著しく不安定で、早ければ10日というときもあり、遅ければ2ヶ月近くかかるときもあった。
しかし江戸時代後期に向けて、航海技術の進歩や港の整備などにより所要日数はしだいに短縮されていき、幕末の時点では平均10日にまでなったという。
こうした廻船も、毎年の新酒のときだけは夜も休まず特急便で運行された。一つの酒造年度で最初に江戸へ下る酒荷を積んだ船を新酒番船といい、西宮・大坂（文化2年（1805年）以降は西宮のみ）の港から鉦（かね）や太鼓に送られて一斉にスタートし、品川沖で伝馬船に乗り継ぎ、新川の江戸酒問屋への一番乗りを競った。新酒番船の際は、おおむね5日程度の所要時間となっていたが、1790年（寛政2年）には58時間で到着したという記録も残されている。一番乗りした船乗りは「惣一番」としての名誉を得られるのみならず、一番乗りした酒は1年間高値で取引される、一番乗りの船は「惣一番船」として荷役で優先されるなどの実利も伴い、また勇壮な競走の様子そのものも注目の的となり、二代広重が「江戸名勝図会」の中で「新酒番船江戸新川入津図」として描いている。
時代により変動があるが、下り酒の7割から9割は、摂泉十二郷（せっせんじゅうにごう）と呼ばれた、伊丹や灘の周辺地域で産した酒であった。それ以外では山城、河内、播磨、丹波、紀伊で造られた酒、あるいは中国ものと呼ばれ伊勢湾沖で合流する伊勢、尾張、三河、美濃で造られた酒が、下り酒として江戸に入っていった。
廻船は、天候次第では運行が困難になる場合もあった。1807年（文化四年）7月には、嵐が続いたため酒船の入津が途絶え、江戸市中から酒が無くなったとする記録がある。

## 陸揚げ後の流通
樽廻船で品川沖に着いた酒樽は、伝馬船に積み換えられ、新川、新堀、茅場町あたりに軒を連ねる酒問屋の蔵に入る。酒仲買人がやってきて、小売酒屋へわたり、店頭から消費者が買い求めるというルートであった。江戸の酒小売業者は升酒屋（ますざかや）といった。
京・大坂では造り酒屋が自分の販売所を各都市に持っているので問屋は存在しなかった。そういう販売所が、すなわち上方における酒小売店であり、板看板酒屋（いたかんばんさかや）といった。

## 江戸入津
船を迎える関東側では、中川と浦賀に幕府の派出所があり、ここで江戸に入る物資をチェックしていた。この調査結果は「江戸湾の港（津）に入る荷の量」であることから江戸入津（えどにゅうしん）と呼ばれ、幕府が江戸市中の経済状態を市場操作したり、国内の移入移出の実態を調べるのに活用された。
江戸入津は、酒造統制が制限期にあった元禄10年（1697年）で年間64万樽、奨励期にあった文化文政期（1804年～1829年）には年間100万樽と最高値を記録した。このうち江戸後期の下り酒の主流となった灘五郷は66万5千樽、22万3千石であった。

## 販売合戦
摂泉十二郷のあいだでも江戸への売り込みを射程にいれて、品質改良、技術革新、輸送手段の強化、はては江戸市中での営業活動など、熾烈な競争がおこなわれていた。
江戸時代前期は伊丹酒、池田酒がトップブランドであり、江戸時代後期に行くにしたがって後発の灘酒が市場を席捲した。これは、やや内陸に位置する伊丹や池田に比較し、海沿いに位置する灘が江戸への発送上有利であったという理由が大きい（当時は保冷輸送の手段のない時代であった）。
こうした圧倒的な下り酒の商品力の前に、それ以外の酒である地廻り酒、御免関東上酒、藩造酒などはとうとう江戸時代の終わりまで江戸市場において対抗できるには至らなかった。
酒以外の品目では、醤油や木綿は江戸時代のあいだに、幕府の肝いりもあって、下りものと対抗できるだけのものが関東でも造られるようになった。醤油の味が、今日の関東と関西で異なるのは、このときの幕府の政策に由来するものだとする説もある。